# Tributo ao Inédito
Tributo ao Inédito é um projeto musical que surgiu da iniciativa de bandas e artistas cariocas do cenário independente, em junho de 2002. O objetivo do projeto foi o de vencer as barreiras dos grandes veículos de comunicação  e divulgar nacionalmente os nomes de cada um dos envolvidos.
Deste projeto foram lançados 3 CDs, e o 4º foi um álbum virtual.

## Prêmios e Indicações
- Em 2003, o volume 2 foi eleito pelo jornal "O Globo", como o melhor disco do ano.[2]
- Em 2006, o volume 3 foi o vencedor do "Prêmio London Burning", que é uma das principais premiações voltadas à música independente do Brasil.[3]

## CDs
Nos álbuns, cada uma das 10 bandas toca duas músicas.

### Tributo ao Inédito – Uma Compilação com 10 Bandas Cariocas
Também conhecido por Tributo ao Inédito Vol. 1, foi lançado em 2002 com o selo Tamborete e vendeu 3.000 cópias.
Uma curiosidade deste álbum é que o músico Vital, vocalista da banda Jason, tem 4 músicas na coletânea, pois além do Jason, ele está na banda Jimi James que é totalmente oposta à primeira, portanto bem mais leve.

#### Faixas
1.Nem Santo Nem Reza (Jimi James)

2.Dias de Paz (Jimi James)

3.O Espírito do Rato (Zumbi do Mato)

4.Efeito Moral (Zumbi do Mato)

5.Vai Por Mim (Mandril)

6.Deixa Para Lá (Mandril)

7.Dança das Cadeiras (Brasov)

8.Sereias (Brasov)

9.Hoje (Mim)

10.A Mancha (Mim)

11.Prato Principal (Leela)

12.Qualquer Um (Leela)

13.Segunda-feira (Rogério Skylab)

14.É Tudo Falso (Rogério Skylab)

15.El Miedo (Bia Grabois)

16.O Homem (Bia Grabois)

17.Quando A Bomba Bater Na Janela do Seu Quarto (Jason)

18.Mascarado (Jason)

19.Vozes (Vulgue Tostoi)

20.Piercing (Vulgue Tostoi)

### Tributo ao Inédito 2
Mais conhecido por Tributo Ao Inédito Vol. 2, foi lançado no dia 8 de Setembro de 2003. Foi eleito pelo jornal "O Globo", como o melhor disco de 2003

#### Faixas
01.Mantra (Djangos)

02.Onda e Concreto (Djangos)

03.A Balada da Pistoleira (Nelson e os Gonçalves)

04.O Sombrero (Nelson e os Gonçalves)

05.Pegar ou Largar (Jimi James)

06.Um Dia de Cada Vez (Jimi James)

07.Samba Dia (Gabriel Muzak)

08.Rude Boy (Gabriel Muzak)

09.Se For Me Leva (Mandril)

10.Nós Estamos Aqui (Mandril)

11.Transparência do Mal (Jason)

12.Verbo (Jason)

13.Enquanto (MarthaV)

14.Não Quero Não Dizer (MarthaV)

15.Minha Sanfona Tornou-se Um Pestanão Cheio de Amigo... (Zumbi do Mato)

16.Estamos em Breve (Zumbi do Mato)

17.Trilha Sonora (Grave!)

18.O Equilíbrio e o Caos (Grave!)

19.Como Quiser (Cabeçudoss)

20.Posso Dizer (Cabeçudoss)

### Tributo Ao Inédito 3
O terceiro volume foi lançado em 2004. Em 2006 foi o vencedor do "Prêmio London Burning".

#### Faixas
01. Clube dos 5 (MarthaV)

02. Tema Livre (MarthaV)

03. Fale Com Ela (Rabú Gonzalez)

04. Vou Me Dar Bem (Rabú Gonzalez)

05. Olhos a Mirar (Paredevinil)

06. Ser Persistente (Paredevinil)

07. Menina Popular (Nelson e os Gonçalves)

08. O Que Sei (Nelson e os Gonçalves)

09. Matriz (Ramirez)

10. Me Diz (Ramirez)

11. O Segredo (Uzômi)

12. Me Chamo Calado (Uzômi)

13. 20 Bus K (Löis Lancaster e Grupo Século)

14. Sol de Inverno (Löis Lancaster e Grupo Século)

15. Franzino Costela II (Sex Noise)

16. I Come Out of Space (Sex Noise)

17. A Fábrica de Ídolos (Cris Lobo)

18. Memórias (Cris Lobo)

19. No Carnaval (Seres)

20. Ela (Seres)
Tributo Ao Inédito 4
O quarto volume foi lançado em novembro de 2006 em formato digital.
Os nomes selecionados para essa edição foram a cantora Kátia Dotto e os grupos Lasciva Lula, Stellabella, MC's HC, Lunar 4, Noitibó, Dínamo e Habitantes.